# Tseng Labs
Tseng Laboratories Inc. (besser bekannt als Tseng Labs Inc.) war ein US-amerikanischer Hersteller von Grafikprozessoren mit Sitz in Newtown, Pennsylvania. 1983 von Jack Tseng gegründet, war die Firma bis 1997 tätig.

## Geschichte
1983 brachte Tseng Labs die auf dem Grafikchip ET1000 basierende monochrome Bildschirmkarte UltraPAK heraus. Die Prozessoren wurden bis zum 128-bittigen ET6000 (1995) weiterentwickelt. Dieser gehörte zusammen mit dem ET4000 zwischen 1991 und 1995 zu den bekanntesten VGA-Chips der Windows 3.x-Zeit. Die ET4000-Familie war insbesondere wegen ihres, trotz des verwendeten DRAM-Grafikspeichers, ungewöhnlich hohen (ISA)-Durchsatzes dank internem Cache bekannt.
Tseng fiel der Marktbereinigung auf dem Grafikkarten-Sektor Mitte der 1990er zum Opfer und verlor Marktanteile an S3 und ATI. Insbesondere mit der Integration eines RAMDACs in ihre Produkte konnte Tseng bis hin zum ET6000 nicht aufschließen. In den späten Jahren des ET4000 entwickelte sich dies zu einem erheblichen Wettbewerbsnachteil.
Aufgrund von Schwierigkeiten in der Beschaffung von Speicher (spezielles Video Random Access Memory – MDRAM) und fehlender finanzieller Mittel, um einen modernen 3D-Beschleuniger-Prozessor zu entwickeln, wurden Pläne für eine Karte der nächsten Generation verworfen. Stattdessen sollten die Barmittel konsolidiert und ein Verkauf anvisiert werden. Daraus resultierte jedoch der Versuch einer besonders fortschrittlichen (Mehrprozessor-)Lösung: Der Grafikkarten-Hersteller VideoLogic kombinierte auf einer Karte den Tseng-Chip mit dem leistungsfähigen PowerVR-Chip von NEC (und zum Teil zusätzlich noch einem Sound-Chip). Diese Lösung wurde vom Markt jedoch nicht angenommen.
Auch aufgrund dieser Umstände trat Jack Tseng im September 1997 zurück. Im Dezember 1997 wurden die Rechte an den meisten Tseng-Technologien durch ATI aufgekauft, ATI übernahm die Produktionsstätte in Newtown sowie 40 Mitarbeiter. Das Tseng-Management beschloss, die laufenden Einnahmen und Barreserven zu nutzen, um in ein Startup-Unternehmen zu investieren. Im Sommer 1998 wurde das Restunternehmen mit dem Pharmahersteller Cell Pathways verschmolzen.

Beispiele für Grafikkarten mit bekannten Tseng-Chips
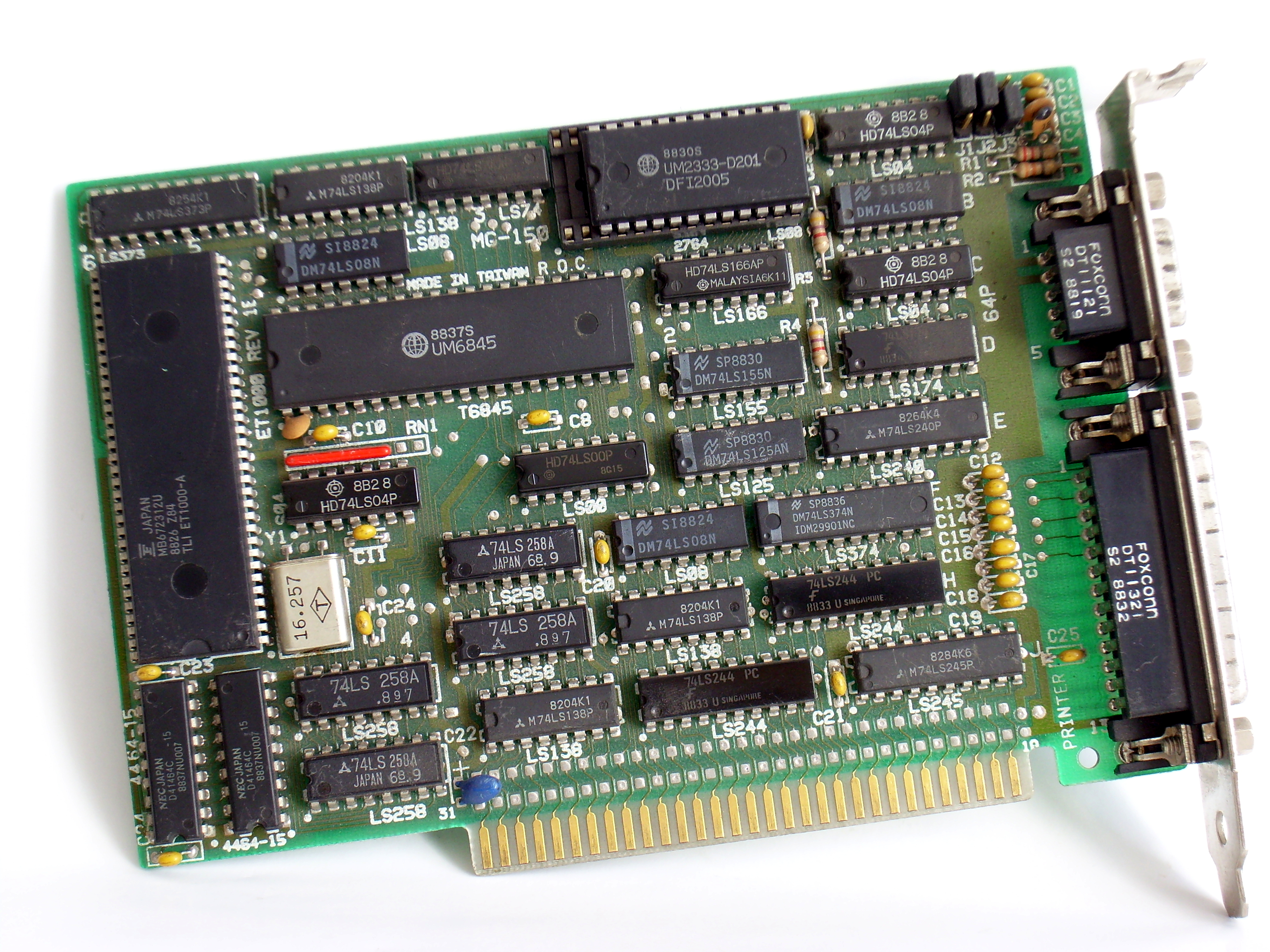
Tseng ET1000 ISA 8 Bit
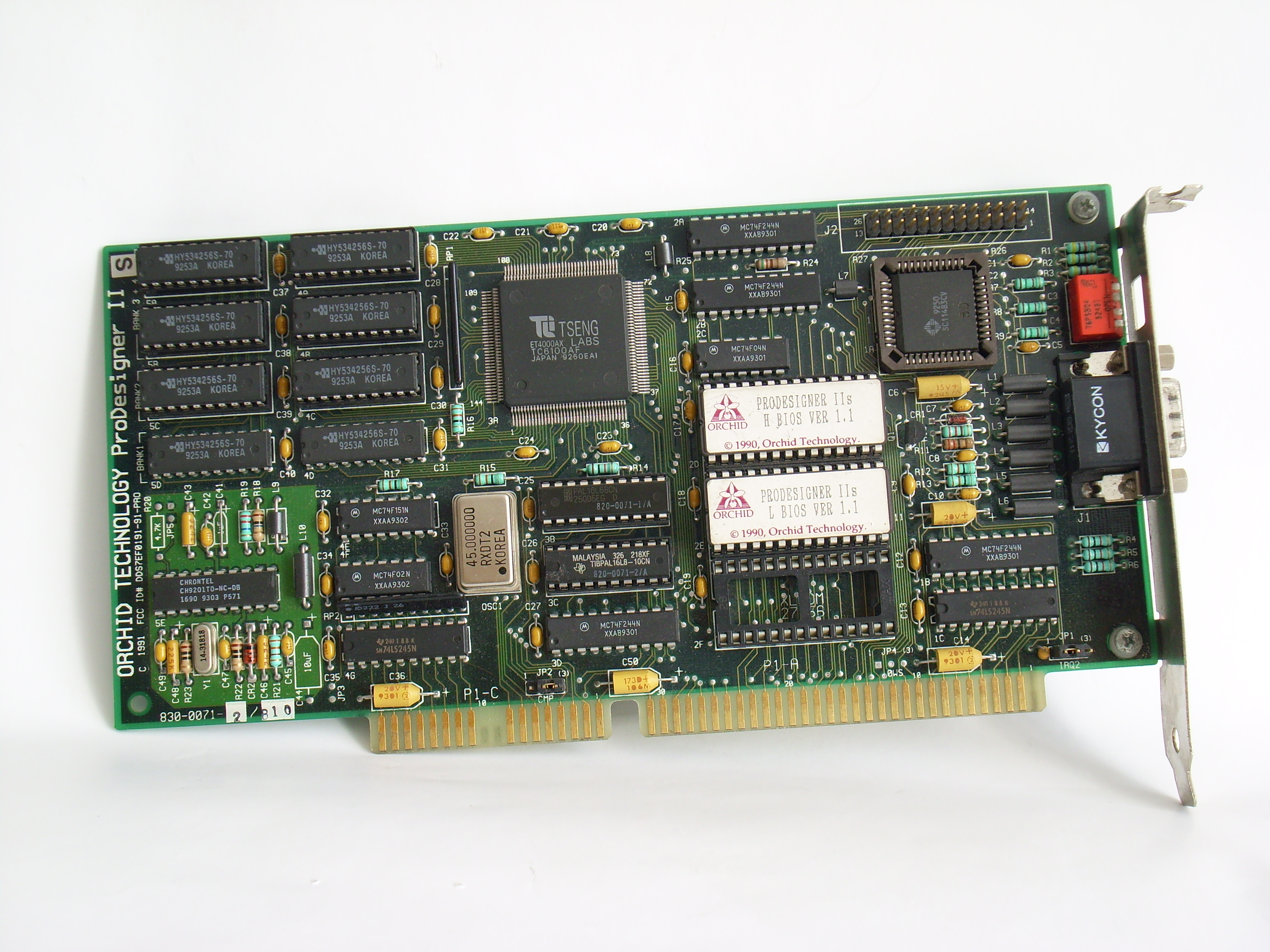
Tseng ET4000-Grafikkarte mit ISA-Anschluss
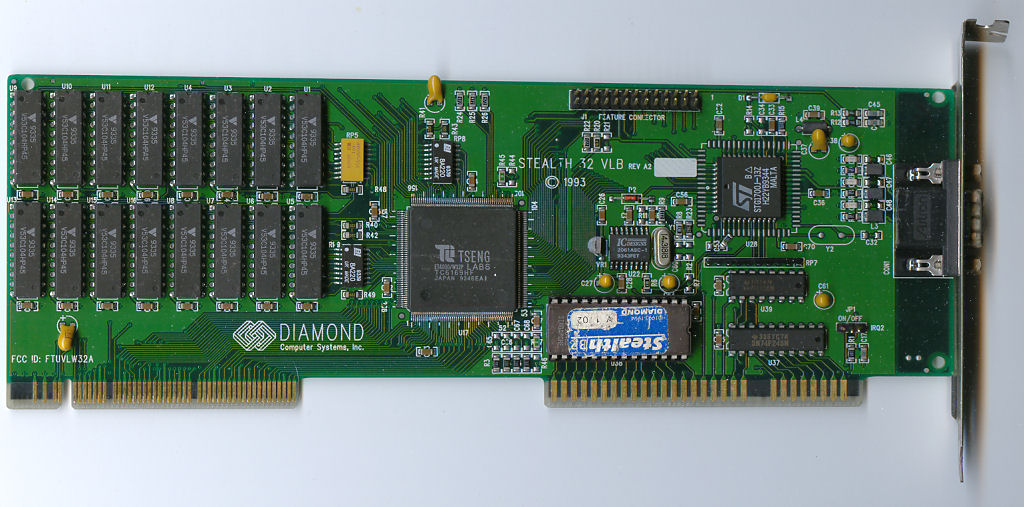
Tseng ET4000/W32p mit VLB-Anschluss, der Grafikspeicher ist auf dem linken Drittel der Grafikkarte zu sehen
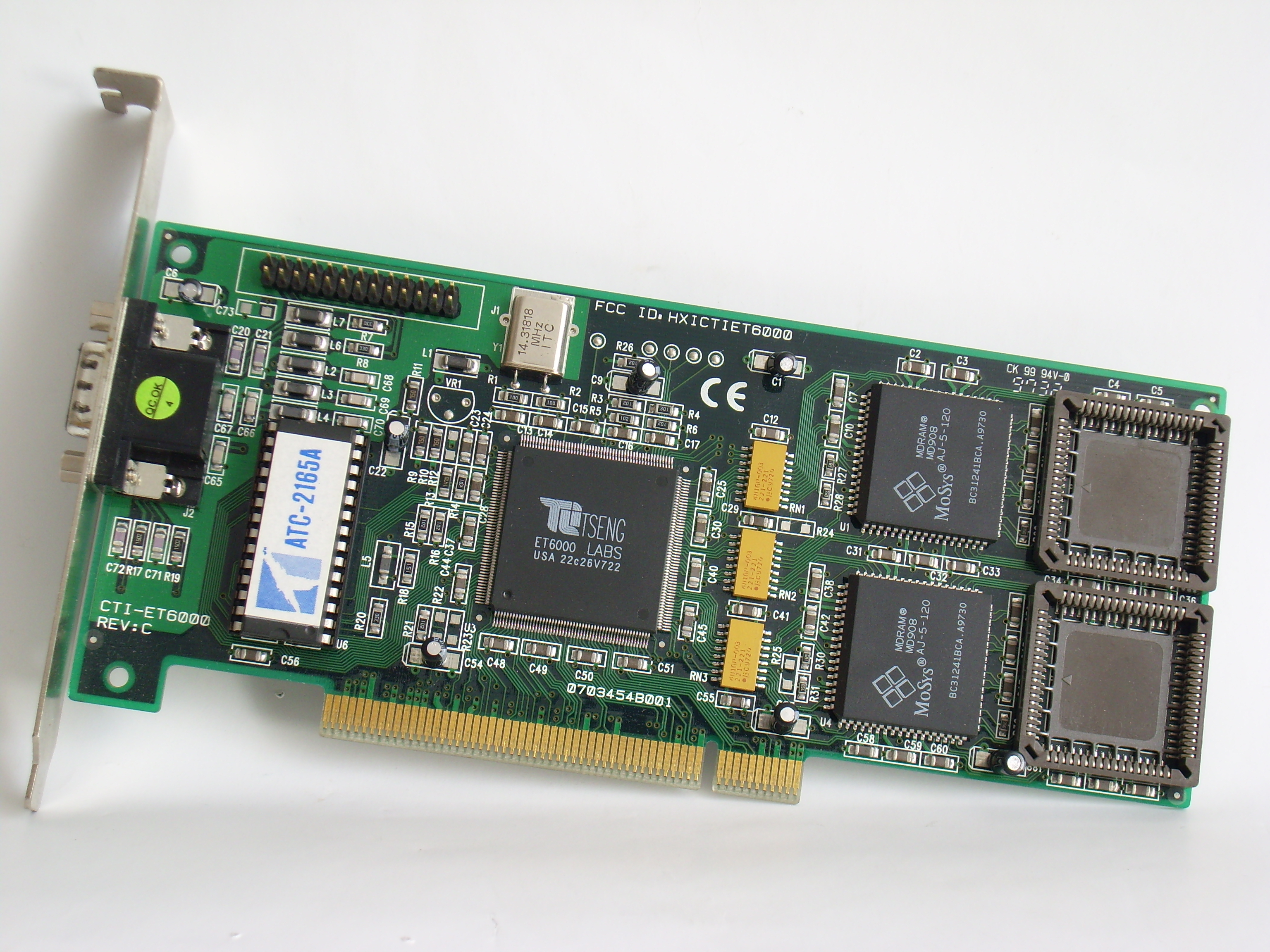
Grafikkarte mit Tseng ET6000 und 2 MB MDRAM als Grafikspeicher (erweiterbar auf 4 MB über zwei PLCC-Sockel)